# إدوارد سيمور (الدوق التاسع)
إدوارد سيمور، دوق سومرست التاسع (بالإنجليزية: Edward Seymour, 9th Duke of Somerset) هو أرستقراطي بريطاني وُلِد في 2 ديسمبر 1717 وتوفي في 2 يناير 1792. ينتمي إلى عائلة سيمور العريقة التي تُعتبر واحدة من أقدم وأهم الأسر النبيلة في إنجلترا.

## حياته
كان إدوارد الابن البكر لإدوارد سيمور، لورد بيرسي، وحفيد السير إدوارد سيمور، البارونيت الخامس. تولى لقب دوق سومرست التاسع عام 1757 بعد وفاة أحد أقاربه، ليُصبح رأس العائلة ومالكًا لعدد من الأراضي والممتلكات في إنجلترا.

## أدواره ومكانته
شغل سيمور مكانة اجتماعية رفيعة كزعيم عائلة سيمور وكواحد من أقدم الدوقات في إنجلترا. وعلى الرغم من قلة المعلومات عن دوره السياسي المباشر، فإن موقعه ضمن النبلاء البريطانيين منحه تأثيرًا اجتماعيًا واسعًا في القرن الثامن عشر.

## شجرة عائلية مختصرة
- الجد: السير إدوارد سيمور، البارونيت الخامس
- الأب: إدوارد سيمور، لورد بيرسي / دوق سومرست التاسع
- الابن: إدوارد سيمور، دوق سومرست العاشر

عائلة سيمور معروفة تاريخيًا بارتباطها الوثيق بالبلاط الملكي الإنجليزي، بما في ذلك صلة القرابة بجين سيمور، زوجة الملك هنري الثامن ووالدة الملك إدوارد السادس.

## الوفاة
توفي في 2 يناير 1792، وخلفه في اللقب ابنه، إدوارد سيمور، الذي أصبح دوق سومرست العاشر.